# 佩拉莱霍斯
佩拉莱霍斯，是西班牙阿拉贡自治区特鲁埃尔省的一个市镇。总面积36平方公里，总人口81人（2001年），人口密度2人/平方公里。